# Pojedynek (film 2007)
Pojedynek – amerykański film kryminalny w reżyserii Kennetha Branagha z 2007.

## Obsada
- Michael Caine – Andrew Wyke
- Jude Law – Milo Tindle
- Harold Pinter – Edward Black
- Carmel O'Sullivan – Maggie